# Milligram
Milligram är en SI-enhet som motsvarar 10−3 gram, alltså ett tusendels gram. SI-symbolen för milligram är mg.
Namnet kommer från SI-prefixet milli, som är lika med tusen.
Milligram är detsamma som 10-3 g eller 10-6 kg.
Upplysningsvis 0,15 g är 150 mg 